# Rue Auguste Buisseret
La rue Auguste Buisseret est une rue de la ville belge de Liège faisant partie du quartier administratif des Guillemins.

## Historique
Sa création fut décidée par le conseil communal de Liège le 29 juin 1866. Initialement baptisée rue de Kinkempois, elle prend le nom d'Auguste Buisseret (1888-1965), sénateur, ministre et bourgmestre de Liège de 1958 à 1963.

## Localisation
Cette longue artère plate et rectiligne d'une largeur de 15 mètres et d'une longueur de 300 m relie la place des Franchises à la place du Général Leman. Faisant suite à la rue de Serbie et la rue de Sclessin, elle s'oriente dans le même axe depuis le centre urbain vers le sud de la ville et le quartier du Val-Benoît.

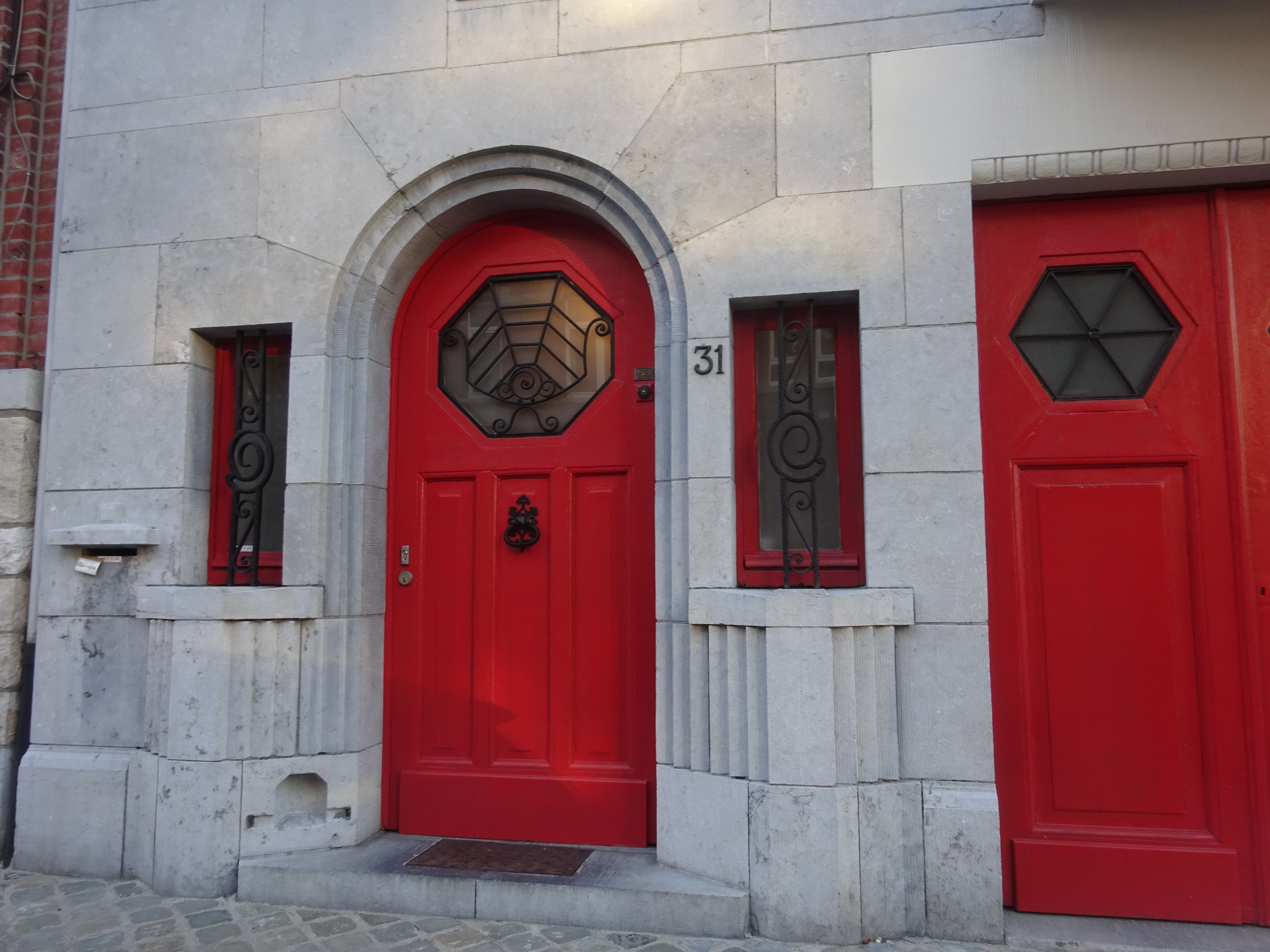
Rue Auguste Buisseret, 31, entrée d'une maison Art déco

## Rues adjacentes
- Place des Franchises
- Rue Dossin
- Rue Lesoinne
- Rue de Fragnée
- Rue Varin
- Place du Général Leman